# 长苞灯心草
长苞灯心草（学名：Juncus leucomelas）是灯心草科灯心草属的植物。分布在不丹、印度以及中国大陆的四川、甘肃、西藏、云南等地，生长于海拔3,000米至4,500米的地区，常生于山坡草地上，目前尚未由人工引种栽培。